# Sideroxylon cantoniense
Sideroxylon cantoniense là một loài thực vật có hoa trong họ Hồng xiêm. Loài này được Lour. miêu tả khoa học đầu tiên năm 1790.